# P'yŏngan Meridionale
La provincia del P'yŏngan Meridionale (평안남도?, 平安南道?, P'yŏngannam-doLR) è una delle suddivisioni amministrative della Corea del Nord, con capoluogo Pyongsong.

## Geografia antropica

### Suddivisioni amministrative
Il Sud P'yŏngan è suddiviso in 6 città (si, di cui una speciale tŭkkŭpsi), 3 distretti (1 ku e 2 chigu) e 19 contee (gun).

#### Città
- Pyongsong (평성시/平|城|市; capoluogo fondato nel dicembre 1969)
- Anju (안주시/安|州|市; fondata nell'agosto 1987)
- Kaech'ŏn (개천시/价|川|市; fondata nell'agosto 1990)
- Sunchon-si (순천시/順|川|市; fondata nell'ottobre 1983)
- Tokchon (덕천시/德|川|市; fondata nel giugno 1986)

#### Distretti
- Distretto di Chŏngnam (청남구/清|南|區)
- Distretto di Tukchang (득장지구/得|場|地區)
- Distretto di Ungok (운곡지구/雲|谷|地區)

#### Contee
- Contea di Chŭngsan (증산군/甑|山|郡)
- Contea di Hoechang (회창군/檜|倉|郡)
- Contea di Maengsan (맹산군/孟|山|郡)
- Contea di Mundŏk (문덕군/文|德|郡)
- Contea di Nyŏngwon (녕원군/寧|遠|郡)
- Contea di Onchŏn (온천군/溫|泉|郡)
- Contea di Pukchang (북창군/{北|倉|郡)
- Contea di P'yŏngwŏn (평원군/平原|郡)
- Contea di Sinyang (신양군/新|陽|郡)
- Contea di Sŏngchŏn (성천군/成|川|郡)
- Contea di Sukchŏn (숙천군/肅|川|郡)
- Contea di Taehŭng (대흥군/大|興|郡)
- Contea di Taedong (대동군/大|同|郡)
- Contea di Unsan (은산군/殷|山|郡)
- Contea di Yangdŏk (양덕군/陽|德|郡)

Le seguenti ex-contee sono state fuse per formare Nampo nel 2004, e sono parte di quella città:
- Contea di Chollima (천리마군/千里馬|郡)
- Contea di Kangsŏ (강서군/江|西|郡)
- Contea di Ryonggang (룡강군/龍|岡|郡)
- Contea di Taean (대안군/大|安|郡)